# Fangxing
Fangxing (kinesiska: 方兴镇, 方兴) är en köping i Kina. Den ligger i provinsen Sichuan, i den sydvästra delen av landet, omkring 41 kilometer sydväst om provinshuvudstaden Chengdu. Antalet invånare är 11 890. Befolkningen består av 5 988 kvinnor och 5 902 män. Barn under 15 år utgör 11,0 %, vuxna 15-64 år 74 %, och äldre över 65 år 13,0 %.
Genomsnittlig årsnederbörd är 1 367 millimeter. Den regnigaste månaden är juli, med i genomsnitt 383 mm nederbörd, och den torraste är januari, med 12 mm nederbörd.